# Santa Clara (Scipione Pulzone)
Santa Clara es pintura al óleo del siglo XVI del artista italiano Scipione Pulzone, también conocido como Il Gaetano. Esta obra, creada durante el período tardío del Renacimiento, retrata a Santa Clara de Asís, conocida por su papel en el movimiento franciscano y su dedicación a la vida religiosa. Pulzone, celebrado por su meticulosa y casi fotográfica atención al detalle, da vida a Santa Clara con un realismo y profundidad emocional notables.

## Historia
La obra se conserva actualmente en la Sala II del Museo del Patriarca. La selección de obras del museo se realizó teniendo en cuenta su adecuación al espíritu y carácter que el Patriarca, Juan de Ribera, inculcó a la fundación. Comprende una colección de pinturas, en su mayoría de los siglos XVI y XVII, influidas por un fuerte espíritu contrarreformista. El cuadro muestra la influencia en la pintura del Concilio de Trento (1545-1563). La obra pasó a formar parte de la colección del arzobispo Juan de Ribera hacia 1597. Se supone que anteriormente estuvo en la Casa del Huerto, lugar de retiro que el prelado tenía en el camino de Alboraya, según el inventario de 1611 (fol. 24-2), donde se describe como un "óleo de Santa Clara con la custodia en sus manos de cinco palmos de cayda y tres de ancho con el marco de oro y corlado".

## Descripción y atribución
La pintura es notable por su serena pero expresiva representación de la santa, caracterizada por su mirada contemplativa y el sutil juego de luz y sombra, que resalta su radiancia espiritual. "Santa Clara" ejemplifica la maestría de Pulzone en la representación de delicadas características faciales y texturas intrincadas, como se ve en la representación del hábito de Santa Clara y el suave resplandor de su halo. Considerada una de las obras maestras de Pulzone, "Santa Clara" ocupa un lugar significativo en el canon del arte renacentista. Es elogiada por su precisión técnica y su conmovedora representación de la devoción religiosa, encarnando los ideales espirituales y artísticos de su tiempo. Hoy en día, la pintura es valorada no solo por su significado histórico y religioso, sino también por su contribución a la comprensión del retrato renacentista y su influencia en generaciones posteriores de artistas.
Del fondo oscuro emerge la figura de Santa Clara, vestida con el hábito de las Damas Pobres de San Damián, consistente en un doble velo blanco y negro y una capa de color arena decorada con franjas negras, ceñida a la altura del pecho. El vestido sigue la regla habitual del papa Urbano IV, que estipula el hábito de las monjas clarisas: "La túnica exterior, pues, los escapularios y los mantos no pueden ser enteramente blancos ni enteramente negros. Como ceñidor, después de la profesión, tendrán un cordón, pero no de fantasía. Que se cubran la cabeza con uniformidad y modestia, con vendas o velos de tela común, completamente blancos, no preciosos ni refinados, de modo que la frente, las mejillas, el cuello y la garganta permanezcan cubiertos [...] Que tengan también un velo negro, no precioso ni refinado, extendido sobre la cabeza, tan ancho y largo que llegue hasta los hombros por ambos lados y por detrás descienda un poco más allá de la capucha de la sotana". El rostro de la santa emerge de entre los velos que lo cubren, en todo su resplandor. Está marcado por unas cejas oscuras y dirige su mirada hacia la hostia, como invitando a un acto de adoración hacia el Santísimo Sacramento. Con ambas manos sostiene una custodia dorada en forma de relicario, construida con formas clásicas, como subraya la terminación que reproduce una especie de pequeño templo sostenido por columnas de orden clásico, que sostienen una cúpula semiesférica. La custodia alude a la escena del fondo en la que, a través de una ventana, se vislumbra la ciudad amurallada de la que la santa expulsó a los infieles sarracenos que la atacaron invocando la Eucaristía. El esquema compositivo es desnudo y austero, con tonos principalmente fríos, lo que convierte a la obra en un ejemplo de la pintura de la Contrarreforma. Tras pasar por diversas atribuciones: Sariñena, Ribalta e incluso El Greco, en 1980 Fernando Benito propuso su atribución a Scipione Pulzone (c. 1550-1598), pintor italiano conocido por sus pinturas de tema religioso. La obra presenta considerables afinidades formales y estilísticas con la pintura de Pulzone, como las figuras coloreadas con tintas frías y definidas con trazos seguros, el rostro ovalado que recuerda otros cuadros de Pulzone como la Virgen de la Divina Providencia del convento de San Carlo ai Catinari de Roma, la Virgen con el Niño de la misma galería y la Anunciación de la Pinacoteca Nazionale de Nápoles. El propio Pulzone repitió esta figura en otros casos, a veces invirtiendo la composición, como en la Inmaculada Concepción con ángeles y santos de la iglesia de los Capuchinos de Ronciglione. En Valencia, en el Monasterio de la Trinidad, existen tres copias anónimas de calidad desigual. En 2013, gracias a los intercambios con instituciones italianas y europeas, se pudo ver por primera vez en Italia el retrato de Santa Clara.

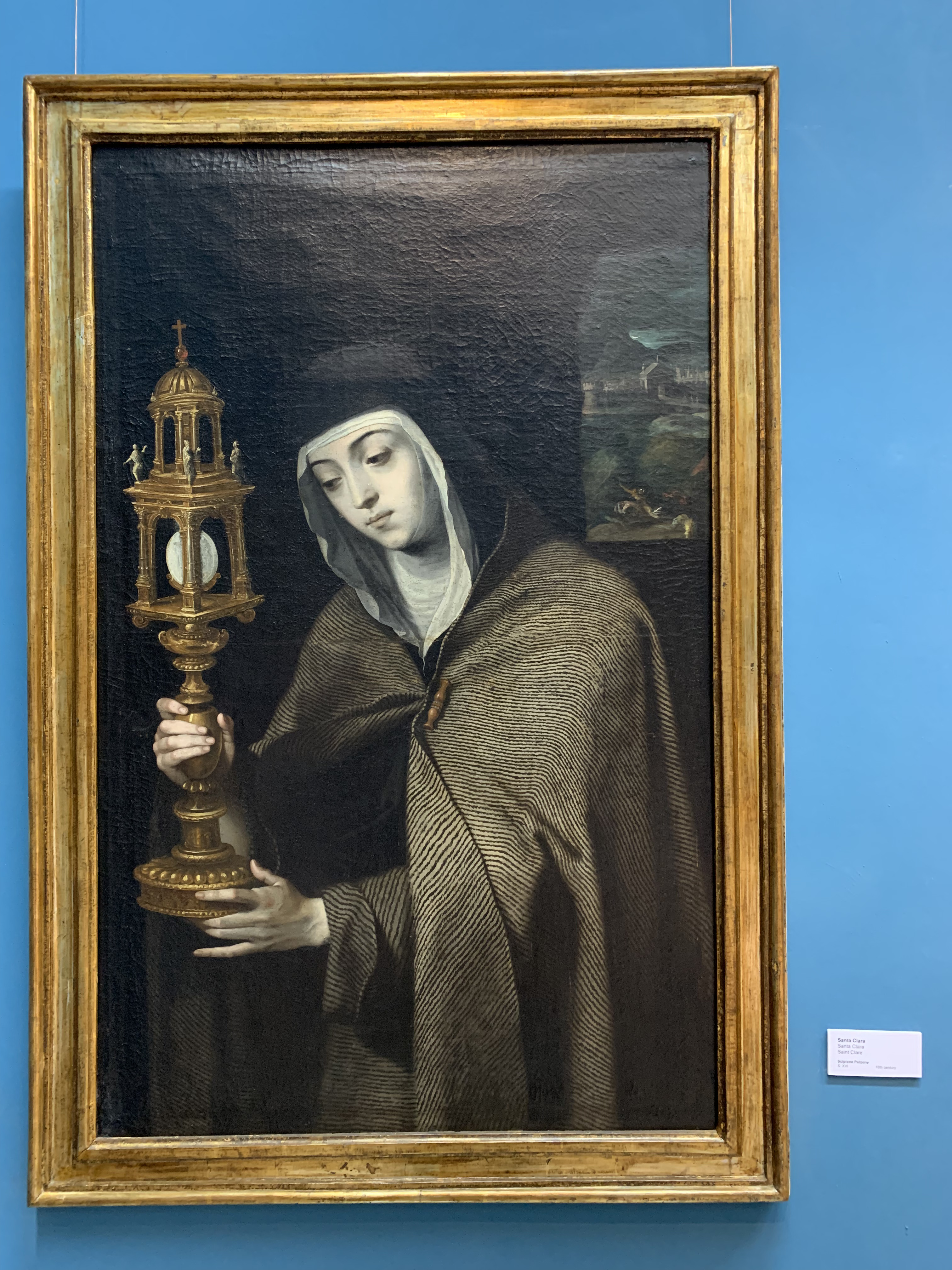
Cuadro en la exposición del Museo del Patriarca de Valencia

### Iconografía de Santa Clara
La iconografía de Santa Clara es típicamente italiana, ya que muchos pintores italianos suelen representarla en la procesión de los santos que acompañan a la Virgen. Disponemos de información sobre la vida de Santa Clara gracias a la biografía escrita por Tomás de Celano. La santa suele aparecer vestida con el hábito negro y marrón de la Orden y puede llevar el báculo de abadesa. Entre sus atributos figuran: la custodia con la que expulsó a los sarracenos de Asís o la píxide; el lirio, la cruz, el libro de la regla. En las representaciones antiguas, se la representa con una lámpara o linterna procesional, quizá como referencia a su nombre.